# Paul Herrmann (Shorttracker)
Paul Herrmann (* 16. November 1985 in Dresden) ist ein deutscher Shorttracker.
Herrmann begann als Eishockeyspieler, wechselte mit zwölf Jahren zum Shorttrack und erreichte bereits im Juniorenbereich einige Erfolge. Nachdem er von 2004 bis 2006 häufiger verletzt war und dadurch auch die Qualifikation für die Olympischen Spiele 2006 verpasste, gehört er seit der Saison 2006/07 fest etabliert zum deutschen Nationalteam. Im Weltcup bestreitet er überwiegend 1500-Meter-Rennen sowie Staffelwettkämpfe. Anfang 2007 gewann er mit der Staffel den Europameistertitel, drei Jahre darauf gelang ihm die Qualifikation für die Olympischen Winterspiele in Vancouver.

## Karriere

### Juniorenerfolge (bis 2004)
Herrmanns Eltern waren beide aktive Eissportler; darin sieht der Dresdner einen Grund, dass er bereits im Alter von drei Jahren als Eishockeyspieler begann. Neun Jahre lang trainierte er diese Sportart, wechselte dann aber mit zwölf Jahren zum Shorttrack, da er beim Eishockey „nicht der Beste und auch nicht der Größte war“, wie er später in Hinblick auf diese Zeit meinte. Auf Erfolge im nationalen Juniorenbereich – in der Altersklasse von 14 bis 15 Jahren wurde er erstmals Deutscher Juniorenmeister – folgte das Debüt auf internationaler Ebene, als er 2003 bei den Juniorenweltmeisterschaften an den Start ging. Dort gelang ihm über 1500 Meter der Einzug ins Halbfinale und somit der 14. Rang. Diese überzeugenden Resultate führten dazu, dass Herrmann nur kurz nach der Junioren-WM auch für die Weltmeisterschaft im Erwachsenenbereich nominiert wurde. Als Ersatzläufer kam er dort jedoch in der Staffel, die Rang fünf belegte, nicht zum Einsatz.

Eine ähnliche Situation entstand vor Saisonbeginn 2003/04, als Herrmann als fünfter Mann und somit als „Ersatz auf Abruf“ ins Weltcupteam berufen wurde. Hinter Sebastian Praus, Arian Nachbar, Thomas Bauer sowie Falko Grunewald bot sich jedoch zunächst keine Chance, zu einem Einsatz in der höchsten Wettkampfserie zu kommen. Am Ende des Jahres belegte der Dresdner den vierten Rang bei der Wahl zum deutschen Shorttracker des Jahres, bei der Sebastian Praus gewann. Anstelle eines Weltcup-Debüts trat Herrmann Anfang Januar 2004 in Peking zum zweiten Mal bei einer Junioren-WM an. Dort überzeugte er gleich am ersten Wettkampftag und qualifizierte sich über die Vorläufe, das Viertel- und das Halbfinale für den Endlauf der besten sieben Läufer. Beim Doppelsieg der Südkoreaner Lee Ho-suk und Kwon Ki-deok vor dem Briten Jon Eley belegte er den fünften Rang unter insgesamt 58 Teilnehmern. Bis dahin war es noch keinem Deutschen gelungen, sich für das Finalrennen zu qualifizieren. Dementsprechend war der Junioren-Bundestrainer Markus Tröger sehr zufrieden mit Herrmann und erklärte: 

„Die Leistung von Paul Herrmann ist gar nicht hoch genug zu bewerten. Er lief vom Vorlauf bis zum Endlauf immer taktisch geschickt und laufstark und kam kein einziges Mal durch Glück, sondern immer durch Können in die nächste Runde.“

Auch in den weiteren Junioren-WM-Wettbewerben erreichte Herrmann gute Platzierungen, so etwa den zehnten Rang über 500 Meter und den neunten Platz im Mehrkampf, in den sämtliche Streckenergebnisse eingehen. Hier war der Dresdner ebenfalls der erfolgreichste deutsche Sportler – der erste, der sich je unter den besten Zehn bei einer Junioren-WM einreihen konnte –, bis Robert Seifert auf der Sprintdistanz drei Jahre darauf sogar siegte. Der Sportler selbst war ebenfalls überrascht von seinen Resultaten, meinte aber auch, es sei gut, dass die Weltmeisterschaften nun vorbei seien, da die vielen Läufe „ganz schön an die Substanz“ gingen. Sein Ziel sei nun, sich noch in diesem Winter erstmals für das Weltcupteam zu empfehlen. Tatsächlich wurde er zum Weltcupfinale in Bormio Mitte Februar nominiert, wo er jedoch über 1500 Meter bereits im Vorlauf ausschied und mit der Staffel den letzten Platz im Halbfinale belegte.

### Verletzungen und verhinderte Olympiaqualifikation (2004 bis 2006)
Zu Beginn der Saison 2004/05 hatte sich Paul Herrmann endgültig im A-Kader der deutschen Shorttrack-Mannschaft etabliert. Über 1500 Meter stellte er dabei beim Weltcupauftakt im chinesischen Harbin den deutschen Juniorenrekord in 2:18,658 Minuten auf und reihte sich insgesamt als 13. ein. Beim zweiten Weltcup kam er nicht über die Vorläufe auf seiner Paradestrecke heraus. Anschließend zog er sich im Training eine Schnittverletzung zu und musste die kommenden Weltcups im Dezember auslassen. Rechtzeitig wieder geheilt war Herrmann für eine erneute Teilnahme an der Junioren-WM, die im Januar 2005 in Belgrad stattfand. Für den nun 19-Jährigen war dies der letzte Start bei einem Juniorengroßereignis, ab dem Winter 2005/06 gehörte er endgültig zum Erwachsenenbereich. Bei seiner letzten Junioren-WM knüpfte er nicht ganz an die Erfolge vom Vorjahr an, klassierte sich in der Mehrkampfwertung allerdings als guter Dreizehnter.
Vor Saisonbeginn 2005 wurde Paul Herrmann als deutscher Junioren-Shorttracker des Jahres ausgezeichnet, gemeinsam mit Tina Grassow bei den Frauen. Der restliche Winter war von Verletzungen geprägt: Eigentlich für den Weltcupauftakt in Asien im September vorgesehen, fiel er aufgrund einer Entzündung aus. Der deutsche Bundestrainer Jürgen Denhardt erklärte, dass sich Herrmann in einer sehr guten Verfassung befunden hätte, was den Ausfall noch ärgerlicher mache. Im Oktober zog er sich erneut bei einem Trainingssturz eine Schnittverletzung zu, fiel damit für die Olympiaausscheidungen aus und hatte so keine Chance, sich für die Olympischen Spiele 2006 in Turin zu qualifizieren. Überhaupt war der Winter für den Deutschen damit ohne einen einzigen Weltcupeinsatz beendet. Dennoch kehrte er zum Saisonende zumindest auf nationaler Eben zurück und sicherte sich die Bronzemedaille im Mehrkampf bei den Deutschen Meisterschaften, dazu kam der Streckensieg über die 1000 Meter. Somit gehörte er Mitte 2006 wieder zu den Kandidaten für den Titel Deutscher Shorttracker des Jahres mit der Begründung: „Eine Verletzung zu Saisonbeginn ließ die Olympiaträume des 20-jährigen Dresdners platzen, doch am Saisonende bot er den gestandenen Assen wieder Paroli.“

### Etablierung im Nationalteam (2006 bis 2008)
Seine erste durchgängige Weltcupsaison erlebte Paul Herrmann im Winter 2006/07. Der Auftakt in Asien und Nordamerika war durchwachsen, beste Ergebnisse waren aber immerhin ein zwölfter Rang in Changchun und ein dritter Rang mit der Staffel – Herrmanns erstes Podiumsresultat. Die Platzierungen waren konstant, sodass der Dresdner Mitte Januar 2007 zum ersten Mal für die Europameisterschaft nominiert wurde. In den Einzelrennen schaffte er keinen Finaleinzug, sodass er in der Mehrkampfwertung lediglich 21. und schlechtester der drei Deutschen wurde. Mit der Staffel war er jedoch erfolgreich: An allen drei Läufen war er beteiligt, als die Deutschen zum zweiten Mal nach 2005 Europameister wurden. Beim vorletzten Weltcup des Winters in Heerenveen waren viele außer-europäische Nationen nicht am Start, sodass die Konkurrenz erheblich schwächer besetzt war. Herrmann qualifizierte sich als Zweiter im Halbfinale erstmals für den Endlauf im Weltcup, die Jury disqualifizierte ihn jedoch und setzte ihn auf den 19. Rang zurück. Der Nationaltrainer Markus Tröger konnte die Entscheidung nicht nachvollziehen und meinte dazu: „Paul hat zwar überholt, aber von einer Behinderung habe ich dabei absolut nichts gesehen.“ Dafür verpasste die deutsche Staffel, in der Herrmanns Leistung besonders hervorgehoben wurde, nur knapp den Sieg und belegte schließlich Rang zwei. Beim letzten Weltcup der Saison stellte der Dresdner eine neue persönliche Bestzeit über 1500 Meter auf, die er in 2:16,818 Minuten lief. Im Februar und März standen die nationalen und internationalen Meisterschaften an, Herrmann wurde deutscher Vizemeister und nahm erstmals an einer Weltmeisterschaft teil, bei der er jedoch nur mit der Staffel Sechster wurde. Das gleiche Ergebnis erzielte er bei der Team-WM eine Woche darauf.
Optimistisch äußerte sich Paul Herrmann vor der Saison 2007/08; seine Vorbereitung sei optimal verlaufen, er habe sich nicht verletzt oder sei erkrankt, sodass er „top-fit in die Saison“ starten könne. Als Ziel gab er die Top Ten im Weltcup aus, sowohl auf den Einzeldistanzen als auch im Mehrkampf. An diese Vorgabe kam der Dresdner während der ersten Weltcupstationen nicht heran, in Asien verpasste er teilweise sogar die besten zwanzig Ränge. Erst bei den Weltcups in Europa zeigte er zumindest in der Staffel wieder gute Ergebnisse; in Heerenveen meinte er nach dem Halbfinale, in dem er als Schlussläufer von Rang vier auf Position zwei nach vorne gekommen war, er sei gerade wahrscheinlich die besten Runden seiner Karriere gelaufen. Zu Beginn des Jahres 2008 wurde Herrmann zum zweiten Mal bei einer Europameisterschaft eingesetzt, in Ventspils sollte es für ihn besser als im Jahr zuvor laufen: „Ein einstelliger Platz (im Mehrkampf) ist das Minimalziel, aber natürlich kämpfe ich auch um das Erreichen des Endlaufs auf den Einzelstrecken.“ Auch eine Staffelmedaille sahen die Trainer als Pflicht an. Tatsächlich verbesserte sich Herrmann im Mehrkampf und erreichte den elften Rang, nachdem er Fünfter über 1500 Meter geworden war. Die deutsche Staffel schied jedoch bereits im Halbfinale aus und verteidigte als Fünftplatzierte ihren Vorjahrestitel nicht. Auch die restlichen Weltcups verliefen mittelmäßig, die Staffel qualifizierte sich nicht für die Weltmeisterschaft in Gangneung, wo Herrmann dafür zum ersten Mal als Einzelstarter teilnahm und Neunzehnter wurde.

### Olympiaqualifikation (2008 bis 2010)
Wie auch Tyson Heung, der erfolgreichste deutsche Shorttracker zu dieser Zeit, hatte Paul Herrmann bereits nach der Weltmeisterschaft eine erneute Nominierung in das Weltcupteam sicher. Dieses wechselte im Sommer 2008 den Trainer; auf Markus Tröger folgte der Kanadier Éric Bédard, der besonders auf harte Trainingseinheiten setzte. Bédard wurde in der Mannschaft besonders gelobt, auch Herrmann meinte: „Er stellt nicht nur Anforderungen, sondern begründet sie auch immer. Seine internationale Erfahrung als Aktiver ist Gold wert, sein Wissen als Trainer auf dem neuesten internationalen Stand.“ Der Saisonauftakt in den Weltcup 2008/09 verlief für das deutsche Team gut, Herrmann sorgte mit einem achten Rang in Vancouver über 1000 Meter für das bis dahin beste Saisonresultat. Kurz darauf verbesserte er selbst dieses Ergebnis, als er auf der gleichen Distanz in Peking Siebenter wurde. Im Januar 2009 standen die dritten Europameisterschaften für Herrmann auf dem Programm. Dabei verpasste er über 500 Meter im Halbfinale nur aufgrund eines Strauchlers den Endlauf. Als er den Franzosen Thibaut Fauconnet überholen wollte, verlor er das Gleichgewicht, stürzte und wurde wegen Behinderung der nachfolgenden Läufer zudem disqualifiziert. Der Trainer Bédard erklärte dazu: „Wirklich eine harte Entscheidung, aber der Schiedsrichter hat es so gesehen.“ Auch das Staffelhalbfinale verlief für den Dresdner unglücklich. Während des Rennens wurde sein Schlittschuh bei einem Überholvorgang beschädigt, er konnte nicht weiter laufen, sodass die restlichen Runden nur noch von seinen drei Teamkollegen bestritten wurden. Diese schieden als Dritte letztlich aus. Herrmann wurde nach den Wettbewerben als „Pechvogel des Tages“ bezeichnet.
Die letzten Weltcups des Winters fanden wieder in Europa statt, darunter das Finale erstmals in Dresden. Bei der vorletzten Station in Sofia erreichte die Staffel den dritten Rang und somit das erste Podiumsergebnis der Saison. Vor dem Heimweltcup meinte Herrmann: „Es ist ein gewisser Druck, aber ich glaube, dass die Motivation überwiegt.“ In Dresden überzeugte erneut besonders die Staffel, die im Halbfinale einen deutschen Rekord aufstellte und im Endlauf wieder Dritte wurde. Bestes Einzelergebnis Herrmanns, der den Heimweltcup als den schönsten Wettkampf seines Lebens bezeichnete, war ein zehnter Rang über 1500 Meter. Nach dem Weltcupfinale absolvierten die Shorttracker noch die internationalen Meisterschaften. Während Herrmann die nationalen Wettkämpfe wegen eines Infektes auslassen musste, ging er bei der Weltmeisterschaft in Wien erfolgreich an den Start. Im qualitativ hochwertig besetzten Viertelfinale über 1500 Meter schied er als Vierter aus; die vor ihm Platzierten qualifizierten sich alle drei für das Finale. Dafür gelang dem Dresdner mit der deutschen Staffel zum ersten Mal in der Weltmeisterschaftsgeschichte die Qualifikation für den Endlauf, wo er eine Medaille als Ziel ausgab: „Wir sind stark genug, dass wir das aus eigener Kraft schaffen können.“ Im Finale erreichten die Deutschen durch ein Wechselproblem schließlich den vierten und letzten Rang.
Der olympische Winter 2009/2010 begann vergleichsweise früh; die ersten Weltcups standen bereits Mitte September auf dem Plan. Entscheidend für die Olympiaqualifikation waren dabei ausschließlich die dritte und die vierte Station in Nordamerika. Bei den ersten beiden Austragungsorten in Asien unterschieden sich Herrmanns Auftritte stark: Während er zunächst in Peking aus eigener Sicht „einfach zu defensiv, ohne Risiko“ lief, trat er in Seoul aggressiver, offensiver und selbstbewusster auf. Als bestes Einzelergebnis gelang ihm ein 13. Rang über 1000 Meter, mit der Staffel platzierte er sich auf Position sechs. Beim Weltcup im kanadischen Montreal, der ersten Gelegenheit, sich für Olympia zu qualifizieren, schaffte Herrmann noch nicht die nötigen Resultate und war dementsprechend unzufrieden mit seiner Leistung. In Marquette erreichte er über 1500 Meter das Halbfinale, was gleichzeitig die Erfüllung der vom DOSB ausgegebenen Olympianorm bedeutete. Auch der Staffel gelang die Qualifikation, sie zog ins Finale ein und belegte dort Rang vier. Damit erfüllten insgesamt sechs deutsche Shorttracker – davon fünf Männer – die Olympianorm; offiziell nominiert wurden sie vom DOSB am 18. Dezember 2009.
Vor den Olympischen Spielen 2010 in Vancouver fanden die Europameisterschaften in Dresden statt. Zum ersten Mal bei einem internationalen Großereignis konnte Herrmann sich für den Finallauf qualifizieren; über 1500 Meter wurde er Vierter und verpasste eine Medaille nur knapp. In der Schlussrunde zog er einen Überholvorgang gegen den Niederländer Niels Kerstholt zurück, um keine Disqualifikation zu riskieren. Im Nachhinein ärgerte er sich über diesen taktischen Fehler: „Ich hätte besser außen vorbeigehen sollen, ich glaube, da wäre ich noch vorbeigekommen. Kraft hatte ich noch genug.“ Auch mit der Staffel zog er ins Finale ein und gewann dort die Silbermedaille – nach der Goldmedaille drei Jahre zuvor sein zweites internationales Edelmetall.